# María del Carmen Hernández Bento
María del Carmen Hernández Bento (Las Palmas de Gran Canaria, 7 de julio de 1963) es una política española, diputada por el Partido Popular en el Congreso durante la XII legislatura y senadora durante la XI legislatura.

## Biografía
Licenciada en Ciencias Físicas, especialidad en Física del Aire y Geofísica, por la Universidad Complutense de Madrid, es funcionaria de carrera del cuerpo de profesores de enseñanza secundaria. A nivel político, entre 2003 y 2005 fue directora general de Servicios Sociales del Gobierno de Canarias, entre 2005 y 2007 directora insular de Asuntos Sociales del Cabildo Insular de Gran Canaria, entre 2007 y 2009 viceconsejera de Turismo del Gobierno de Canarias y entre 2009 y 2010 directora general del Gabinete de Estudios de la Vicepresidencia del Gobierno de Canarias. 
En 2011 fue primera teniente de alcalde del Ayuntamiento de Las Palmas de Gran Canaria, portavoz y concejala de Urbanismo.
Pasó a ser delegada del gobierno en Canarias entre 2011 y 2015, cuando fue sucedida por su hermano Enrique para optar al cargo de senadora. Este fue su cargo más polémico por sus elevados gastos en dietas en sus diferentes viajes oficiales a Madrid.
Durante la XI legislatura, entre 2015 y 2016, fue senadora y entre 2016 y 2019 fue diputada por Las Palmas en el Congreso.